# Hydriomena obliquilinea
Hydriomena obliquilinea là một loài bướm đêm trong họ Geometridae.